# NGC 2528
NGC 2528 је спирална галаксија у сазвежђу Рис која се налази на NGC листи објеката дубоког неба.
Деклинација објекта је + 39° 11' 41" а ректасцензија 8h 7m 25,0s. Привидна величина (магнитуда) објекта NGC 2528 износи 12,6 а фотографска магнитуда 13,4. NGC 2528 је још познат и под ознакама UGC 4227, MCG 7-17-15, CGCG 207-32, KUG 0804+393, IRAS 08040+3920, PGC 22805.